# یاکوب اندرسن
یاکوب اندرسن (انگلیسی: Jacob Andersen؛ زادهٔ ۲۶ ژانویهٔ ۲۰۰۴) بازیکن فوتبال اهل دانمارک است که در پست مدافع راست برای باشگاه آرهوس در سوپر لیگ فوتبال دانمارک بازی می‌کند.
وی همچنین در تیم‌های ملی فوتبال زیر ۱۸ سال دانمارک، زیر ۱۹ سال دانمارک، و زیر ۲۰ سال دانمارک بازی کرده است.